# Juan Bautista Egusquiza
Juan Bautista Luis Egusquiza Isasi (Asunción, 25 agosto 1845 – Asunción, 24 agosto 1902) è stato un militare e politico paraguaiano.
Fu presidente del Paraguay dal 1894 al 1898.
Egusquiza studiò in Argentina ed entrò nell'esercito argentino, raggiungendo il grado di capitano, quindi passò nell'esercito paraguaiano, dove proseguì la sua carriera fino al grado di generale di brigata (1892). Comandante militare delle Misiones (1890), fu scelto dal presidente Juan Gualberto González come ministro della Guerra e della Marina (1890-1894).
Lasciato il ministero il 17 aprile 1894, il 9 giugno Egusquiza guidò il golpe che portò alla destituzione di González, quindi si fece eleggere presidente per la legislatura successiva. Il suo primo governo fu costituito completamente di civili, compreso il ministro della Guerra e della Marina (per la prima volta nella storia del paese), Emilio Aceval. Il suo governo, svoltosi tranquillamente, fu apprezzato per l'impulso dato all'istruzione.
Al termine del mandato presidenziale fu nominato senatore (1898-1902).